# Ciudad Internacional Universitaria de París

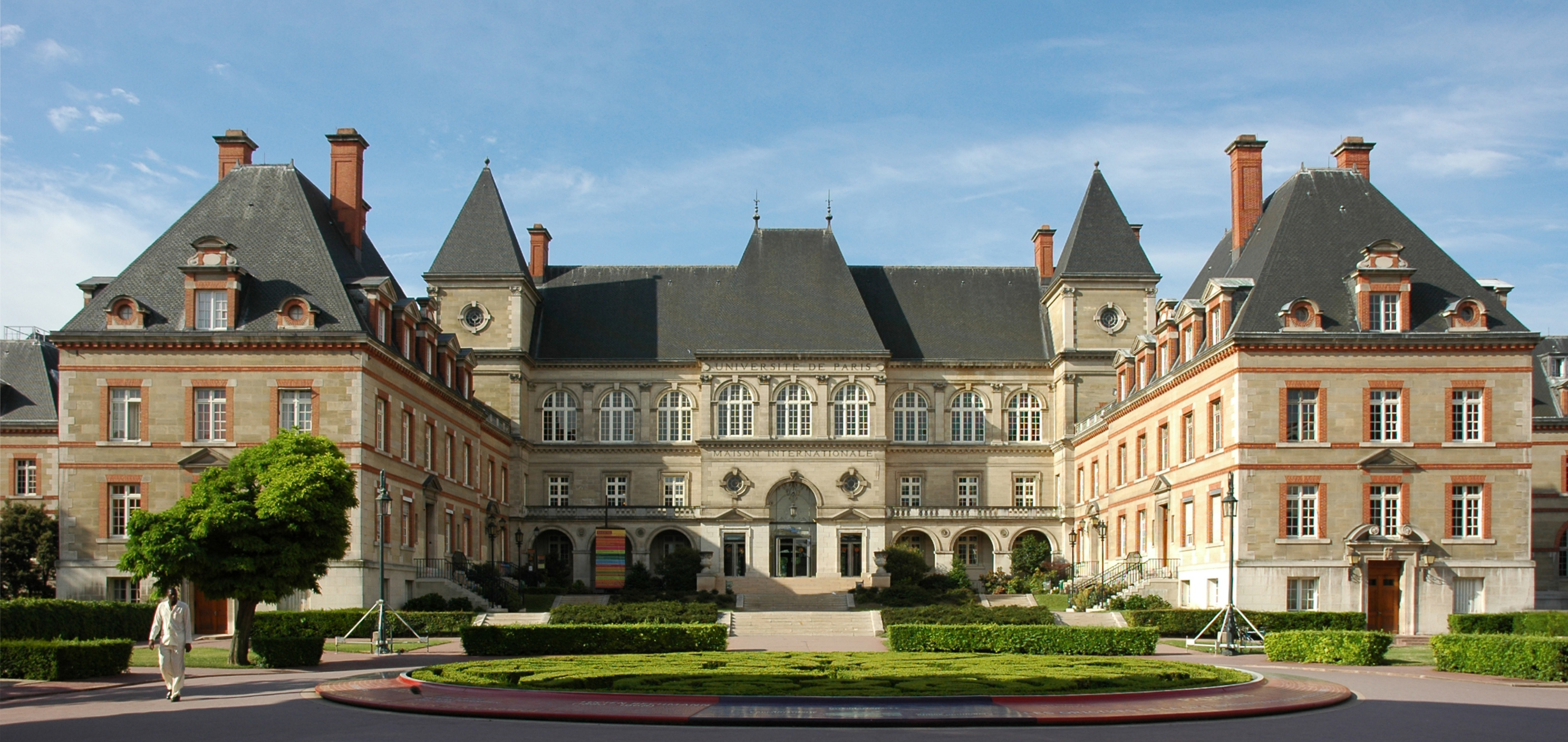
Casa Internacional.

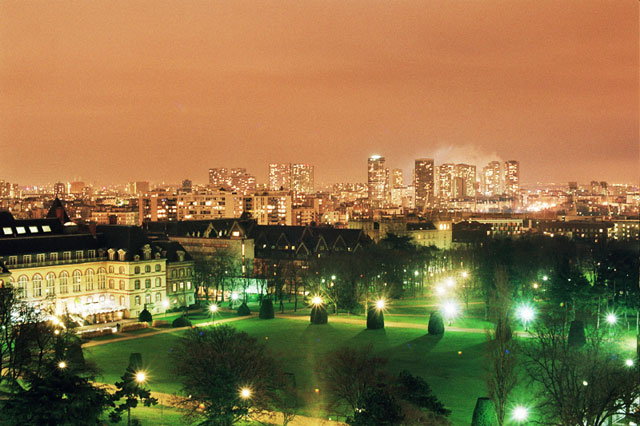
Vista nocturna de la Ciudad internacional universitaria de París.

La Ciudad internacional universitaria de París (en francés Cité internationale universitaire de Paris, CIUP) es un conjunto de residencias universitarias situado en el XIV Distrito de París entre la Puerta de Gentilly (al este) y la Puerta de Orléans (al oeste). Sirve de límite al norte el Bulevar Jourdan y al sur el Bulevar Periférico. Sus coordenadas son: 48°49′16″N 2°20′17″E / 48.82111, 2.33806.
Desde 2007 hay dos nuevas residencias que pertenecen a la Ciudad Universitaria, pero ubicadas en el XIX Distrito de París. Este conjunto cuenta por una parte con casas en calidad de «vinculadas» integradas en la CIUP y gestionadas por ella, y por otro lado con casas «no vinculadas», dotadas de una personalidad jurídica propia. Estas casas «no vinculadas», que ascienden a unas veinte, son gestionadas por distintos entes públicos e incluso por Estados extranjeros.

## Historia
El proyecto de una residencia para estudiantes del mundo entero se inicia en 1920, en el contexto pacifista del periodo entreguerras, por André Honnorat, ministro de Instrucción Pública, que le consagrará treinta años de su vida. Recibe el apoyo de Émile Deutsch de la Meurthe, un mecenas e industrial alsaciano. Su primera residencia para estudiantes, hoy bautizada Fundación Deutsch de la Meurthe, en homenaje a su memoria, abre sus puertas al comienzo del curso 1925–1926. Está incluida en el inventario de monumentos históricos de Francia desde 1998.
Muy pronto vienen a completarla otras casas, financiadas por mecenas, por industriales y por gobiernos extranjeros: la casa Argentina donación del industrial Otto Bemberg, inaugurada el 27 de junio de 1928, la Fundación Biermans-Lapotre, la Casa de los Estudiantes Canadienses, el Colegio de España, la Casa del Japón, etc. En vísperas de la Segunda Guerra Mundial, se cuentan ya 19 residencias, en el centro de las cuales domina la Casa Internacional, construida gracias al concurso de John Rockefeller Jr. El poeta Edmond Haraucourt le deja en herencia también una residencia en la Isla de Bréhat, en las costas de Bretaña, donde los estudiantes siempre pueden acudir de vacaciones.
Tras la guerra, las obras se reemprenden y una nueva serie de construcciones se empieza. De 1948 a 1969, diecisiete nuevas casas abren sus puertas. A comienzos del siglo XXI su oferta se completa con dos residencias extramuros, en el XIX Distrito de París. La más reciente, la residencia Quai de la Loire, fue inaugurada en 2007.

## Estudiantes e investigadores en movilidad
Con sus 5600 camas, la Ciudad internacional universitaria de París es hoy el lugar de acogida más importante para estudiantes e investigadores extranjeros en la región parisina. Fiel a su espíritu de acogida, favorece los intercambios entre estudiantes del mundo entero. 132 nacionalidades diferentes convivían en ella en 2006. Es una fundación privada reconocida como de utilidad pública que les ofrece un lugar de alojamiento en el marco de sus 40 residencias. Las distintas casas, vinculadas a países o a Grandes Escuelas, han acogido a más de 200 000 estudiantes en 80 años.
Más que un simple lugar de alojamiento, la Ciudad internacional universitaria de París se distingue por la calidad y la diversidad de los servicios que ofrece, enfocados a la comunidad universitaria pero también al gran público: alojamiento de los investigadores y estudiantes desplazados, bibliotecas, teatros, salas de exposiciones, instalaciones deportivas, restaurantes, etc. Es durante todo el año un lugar de intensa vida cultural, gracias a exposiciones, conciertos, conferencias, proyecciones de películas y otras manifestaciones organizadas en el seno de sus casas.

## 40 casas del mundo entero

Plan

|    | Casas | Fecha de la inauguración | Imagen |
| -- | --- | ------------------------ | ------ |
| 1  | Fundación Rosa Abreu De Grancher (Casa de Cuba), diseñada por Albert Laprade                                                                                | 1932                     |        |
| 2  | Residencia André Honnorat, diseñada por Jean-Frédéric Larson y Lucien Bechmann                                                                              | 1953                     |        |
| 3  | Fundación Argentina, diseñada por René Betourné L. Fagnez y Tito Saubidé                                                                                    | 1928                     |        |
| 4  | Casa de los Estudiantes Armenios, diseñada por Léon Nafilyan                                                                                                | 1930                     |        |
| 5  | Casa de los Arts et Métiers, diseñada por U. Cassan, M. Bourgouin y G. Paul                                                                                 | 1949                     |        |
| 6  | Casa del Sudeste asiático, diseñada por Pierre Martin y Maurice Vieu                                                                                        | 1930                     |        |
| 7  | Fundación Avicena, antiguo Pabellón de Irán, diseñada por Claude Parent                                                                                     | 1969                     |        |
| 8  | Fundación Biermans-Lapôtre (Estudiantes belgas y luxemburgueses), diseñada por Armand Guéritte                                                              | 1924                     |        |
| 9  | Casa de Brasil diseñada por Le Corbusier y Lúcio Costa. Incluida en el inventario de monumentos históricos desde 1985.                                      | 1954                     |        |
| 10 | Casa de Camboya, diseñada por Alfred Audoul | 1957                     |        |
| 11 | Casa de los Estudiantes Canadienses, diseñada por Olivier Le Bras                                                                                           | 1925                     |        |
| 12 | Fundación Danesa, diseñada por Kaj Gottlob | 1932                     |        |
| 13 | Fundación Émile y Louise Deutsch de la Meurthe, diseñada por Lucien Bechmann. Inscrita en 1998 en el inventario suplementario de los monumentos históricos. | 1925                     |        |
| 14 | Colegio de España, diseñado por Modesto López Otero | 1935                     |        |
| 15 | Fundación de los Estados Unidos, diseñada por Pierre Leprince-Ringuet                                                                                       | 1930                     |        |
| 16 | Colegio Franco-Británico, diseñado por Pierre Martin y Maurice Vieu                                                                                         | 1937                     |        |
| 17 | Residencia André de Gouveia (Casa de Portugal), diseñada por José Sommer Ribeiro, asistido por Henry Crepet                                                 | 1960                     |        |
| 18 | Fundación Haraucourt (Isla de Bréhat) | 1929                     |        |
| 19 | Casa Heinrich Heine (Casa de Alemania), diseñada por Johannes Krahn y Paul Maitre                                                                           | 1956                     |        |
| 20 | Fundación Helénica, diseñada por Nicolas Zahos | 1932                     |        |
| 21 | Casa de la India, diseñada por J.M. Benjamin y H.R. Laroya, asistidos por Gaston Leclaire                                                                   | 1967                     |        |
| 22 | Casa del Instituto Nacional de Industrias Agrícolas y Alimentarias (MIAA), diseñada por F. Thieulin y X. de Vigan                                           | 1954                     |        |
| 23 | Casa del Instituto Nacional Agronómico, diseñada por René Patouillard                                                                                       | 1928                     |        |
| 24 | Casa de Italia, diseñada por Piero Portaluppi | 1958                     |        |
| 25 | Casa del Japón, diseñada por Pierre Sardou | 1927                     |        |
| 26 | Casa del Líbano, diseñada por Jean Vernon y Bruno Philippe                                                                                                  | 1948                     |        |
| 27 | Residencia Lila (XIX Distrito) | 2005                     |        |
| 28 | Residencia Lucien Paye, diseñada por Albert Laprade | 1949                     |        |
| 29 | Casa de Marruecos, diseñada por Albert Laprade, Jean Vernon, Bruno Philippe y Jean Walter                                                                   | 1953                     |        |
| 30 | Casa de México, diseñada por Jorge L. Medellín y Roberto E. Medellín                                                                                        | 1953                     |        |
| 31 | Fundación de Mónaco, diseñada por Julien Médecin | 1937                     |        |
| 32 | Colegio Neerlandés diseñado por Willem Marinus Dudok (). Inscrito desde 1998 en el inventario de Monumentos históricos de Francia.                          | 1926                     |        |
| 33 | Casa de Noruega, diseñada por Reidar Lund | 1954                     |        |
| 34 | Casa de las Provincias de Francia, diseñada por Armand Guéritte                                                                                             | 1933                     |        |
| 35 | Residencia Quai de la Loire (Distrito XIX de París) | 2007                     |        |
| 36 | Residencia Robert Garric, dentro de la Casa internacional, diseñada por Lucien Bechmann y Jean-Frédéric Larson                                              | 1936                     |        |
| 37 | Casa de los Estudiantes Suecos, diseñada por Peder Clason y Germain Debré                                                                                   | 1931                     |        |
| 38 | Fundación Suiza diseñada por Le Corbusier. Inscrita desde 1986 en el inventario de monumentos históricos de Francia.                                        | 1930                     |        |
| 39 | Casa de Túnez, diseñada por Jean Sebag | 1953                     |        |
| 40 | Fundación Victor Lyon, diseñada por Lucien Bechmann | 1950                     |        |